# Veículo anfíbio

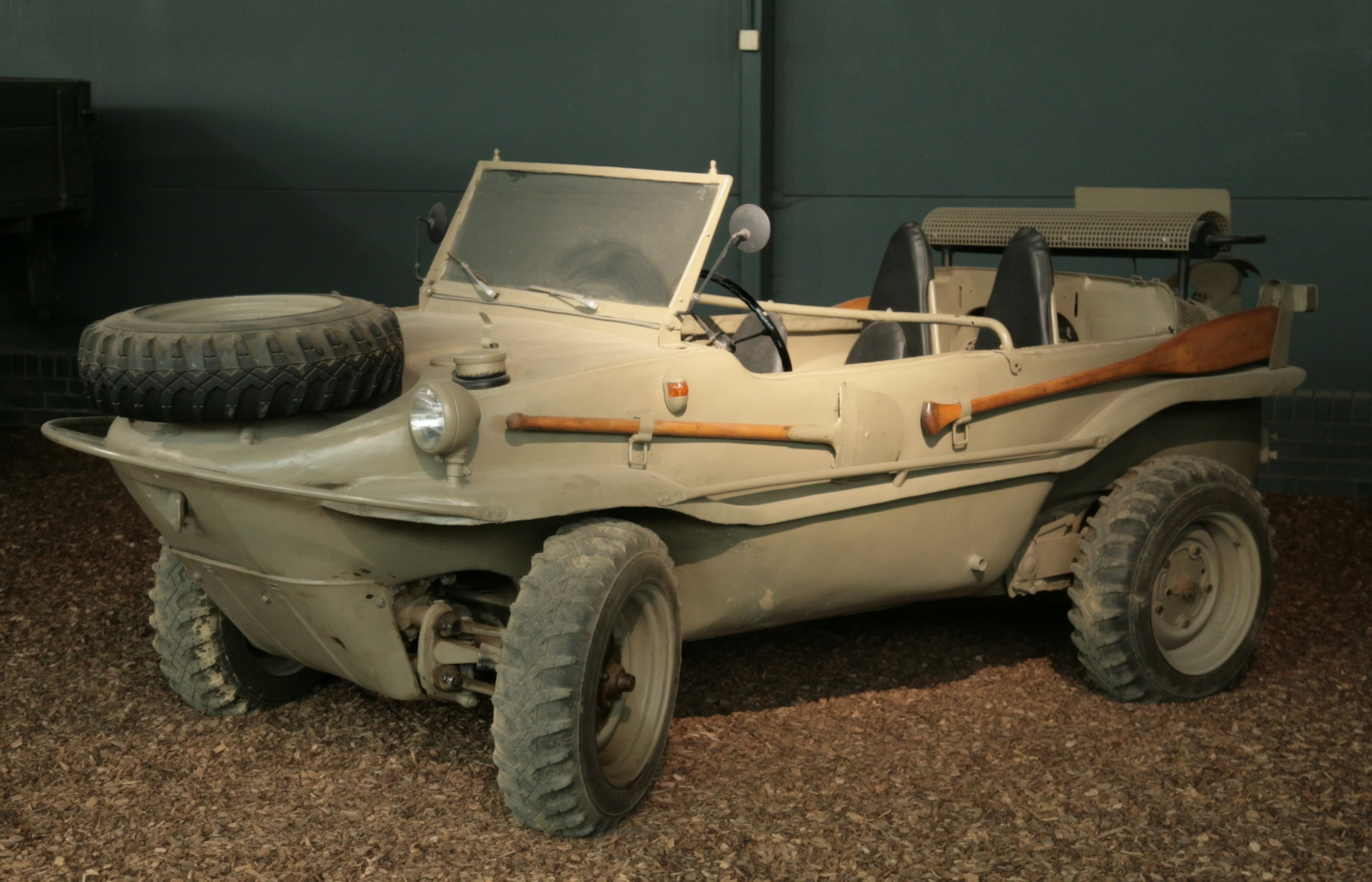
Schwimmwagen: Carro anfíbio utilizado pelo exército alemão durante a II Guerra Mundial.

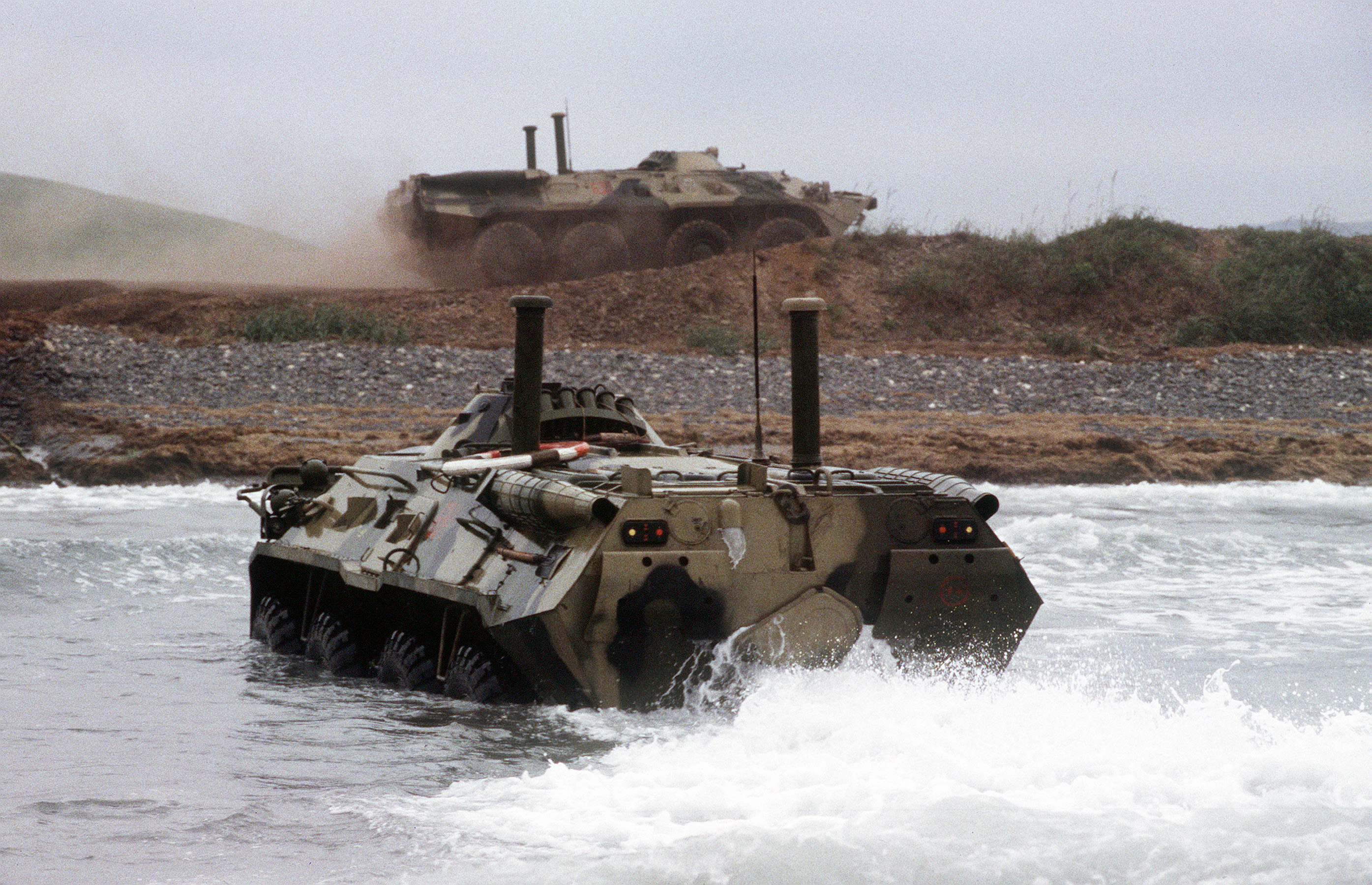
Um veículo blindado anfíbio BTR-80.

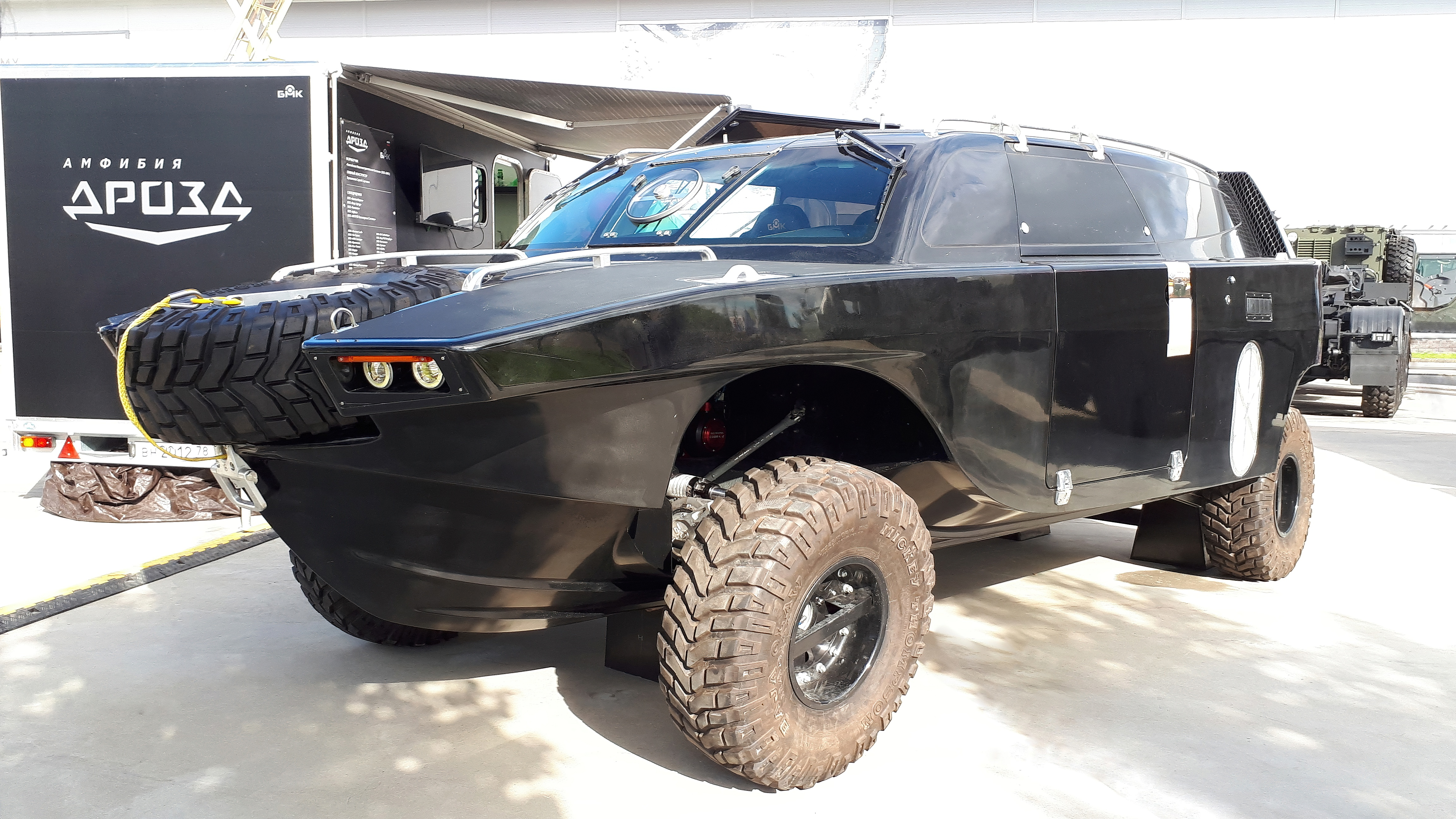
Veículo anfíbio "Drozd" na exposição "exército-2020".

Um veículo anfíbio é aquele que possui a facilidade de locomover-se tanto em terra firme quanto em águas de rios, lagos ou no mar. São muito utilizados por tropas anfíbias, tais como os fuzileiros, para realizar desembarques em praias.
Um barco de carros é um barco ou embarcação marítima construída ou movida por um chassi e motor de automóvel. Eles recentemente se tornaram bem conhecidos nos meios de comunicação dos Estados Unidos por serem o veículo montado por um número de cubanos que tentaram emigrar para os Estados Unidos pela água. O termo taxi-boat também tem sido usado para um carro-barco construído a partir de um táxi.
Outro exemplo de um barco de carros é o Aquada e exemplos anteriores deste "carro-barco" existem desde os anos 50.
De longe, o maior fabricante atual é Tim Dutton, que produz carros anfíbios desde 1989. Mais de 250 já foram produzidos. Os modelos atuais incluem o 4wd Surf e o 2wd Reef. Versões anteriores desses Anfíbios foram usadas para cruzar o Canal da Mancha duas vezes.